# جيم موفات
جيم موفات (بالإنجليزية: Jim Moffat)‏ (27 يناير 1960 في المملكة المتحدة - ) هو مدرب كرة قدم ولاعب كرة قدم بريطاني في مركز حراسة المرمى. لعب مع دونفرملين أثلتيك ونادي بريتشين سيتي وهاميلتون أكاديميكال ونادي إيست فيف ونادي ستيرلينغشير الشرقية ونادي مونتروز لكرة القدم وفورفار أثلتيك ‏ ونادي كاودينبيث لكرة القدم ونادي ألبيون روفرز.

## وصلات خارجية
- جيم موفات على موقع Soccerbase.com (لاعب) (الإنجليزية)
- جيم موفات على موقع Soccerbase.com (مدرب) (الإنجليزية)